# Alejandro Piérola
Alejandro Pierola (20 de noviembre de 1949) es un extenista chileno. En su carrera ganó cuatro títulos en challengers, uno individual y tres en dobles.

## Títulos (4)

### Individuales (1)
| Leyenda                |
| Grand Slam (0)         |
| Tennis Masters Cup (0) |
| ATP Masters Series (0) |
| ATP Tour (0)           |
| Challengers (1)        |

| N.º | Fecha               | Torneo          | Superficie    | Oponente en la final        | Resultado   |
| --- | ------------------- | --------------- | ------------- | --------------------------- | ----------- |
| 1.  | 27 de abril de 1981 | Parioli, Italia | Tierra batida | Corrado Barazzutti (Italia) | 6-4 3-6 6-4 |

### Finalista en individuales (2)
- 1980: Cozenza (pierde ante Ricardo Ycaza)
- 1981: Reus (pierde ante Jean-Francois Caujolle)

### Dobles (3)
| Leyenda                |
| Grand Slam (0)         |
| Tennis Masters Cup (0) |
| ATP Masters Series (0) |
| ATP Tour (0)           |
| Challengers (3)        |

| N.º | Fecha                | Torneo           | Superficie    | Pareja                | Oponentes en la final                         | Resultado   |
| --- | -------------------- | ---------------- | ------------- | --------------------- | --------------------------------------------- | ----------- |
| 1.  | 7 de mayo de 1979    | Cuneo, Italia    | Tierra batida | Belus Prajoux (Chile) | Dominique Bedel / Christophe Freyss (Francia) | 6-4 7-6     |
| 2.  | 31 de agosto de 1981 | Mesina, Italia   | Tierra batida | Belus Prajoux (Chile) | Mario Calautti / Roberto Calautti (Italia)    | 3-6 6-4 7-6 |
| 3.  | 3 de mayo de 1982    | Galatina, Italia | Tierra batida | Sergio Casal (España) | Gianni Marchietti / Vincenzo Naso (Italia)    | 6-4 6-4     |